# Залізничний вокзал
Залізничний вокзал (двірець) — будівля або комплекс будівель, споруд та пристроїв на залізничних станціях, призначений для обслуговування пасажирів, управління рухом поїздів і розміщення службового персоналу.

## Залізничні вокзали України
В Україні вдосталь вокзалів, які були зведені більш ніж 100 років тому. Багато і таких, що постали кілька років тому, та в оригінальності не поступаються спорудам з історією.
| Залізничні вокзали України | Залізничні вокзали України | Залізничні вокзали України        | Залізничні вокзали України                                         |
| Рік відкриття              | Станція                    | Фото                              | Адреса                                                             |
| -------------------------- | -------------------------- | --------------------------------- | ------------------------------------------------------------------ |
| 1861                       | Львів                      |                                   | Площа Двірцева, 1, Львів, Львівська область                        |
| 1865                       | Жмеринка                   |                                   | вул. Бориса Олійника, 1, Жмеринка, Вінницька область               |
| 1865                       | Одеса-Головна              |                                   | Привокзальна площа, 2, Одеса, Одеська область                      |
| 1866                       | Івано-Франківськ           |                                   | Привокзальна площа, 1, Івано-Франківськ, Івано-Франківська область |
| 1866                       | Чернівці                   |                                   | вул. Юрія Гагаріна, 38, Чернівці, Чернівецька область              |
| 1868                       | Ворожба                    |                                   | вул. Новіка, 10, Ворожба, Сумська область                          |
| 1868                       | Конотоп                    |                                   | Свободи, 23, Конотоп, Сумська область                              |
| 1868                       | Кропивницький              |                                   | вул. Павла Поповича, 1, Кропивницький, Кіровоградська область      |
| 1868                       | Ніжин                      |                                   | Вокзальна вул., 8, Ніжин, Чернігівська область                     |
| 1869 (перша будівля)       | Харків-Пасажирський        | (на фото третє покоління вокзалу) | Привокзальний майдан, 1, Харків, Харківська область                |
| 1870 (перша будівля)       | Київ-Пасажирський          | (на фото друга будівля вокзалу)   | Вокзальна площа, 1, Київ                                           |
| 1870                       | Вінниця                    |                                   | Привокзальна площа, 1, Вінниця, Вінницька область                  |
| 1870                       | Козятин I                  |                                   | Привокзальна вул., 1, Козятин, Вінницька область                   |
| 1870                       | Полтава-Південна           |                                   | площа Слави, 1, Полтава, Полтавська область                        |
| 1870                       | Рівне                      |                                   | Привокзальний майдан, 1, Рівне, Рівненська область                 |
| 1870                       | Тернопіль                  |                                   | Привокзальний майдан, 1, Тернопіль, Тернопільська область          |
| 1871                       | Хмельницький               |                                   | вул. Проскурівська, 92, Хмельницький, Хмельницька область          |
| 1872                       | Донецьк                    |                                   | Вокзальна площа, 1, Донецьк, Донецька область                      |
| 1872                       | Ужгород                    |                                   | вул. Станційна, 9, Ужгород, Закарпатська область                   |
| 1873                       | Запоріжжя I                |                                   | Соборний просп., 6г, Запоріжжя, Запорізька область                 |
| 1873                       | Шепетівка                  |                                   | вул. Привокзальна, 27а, Шепетівка, Хмельницька область             |
| 1874                       | Сімферополь                |                                   | вул. Гагаріна, 5, Сімферополь, Автономна Республіка Крим           |
| 1875                       | Севастополь                |                                   | вул. Вокзальна, 3, Севастополь, Автономна Республіка Крим          |
| 1876                       | Черкаси                    |                                   | вул. Володимира Ложешнікова, 1, Черкаси, Черкаська область         |
| 1878                       | Луганськ                   |                                   | вул. Віктора П'ятіркіна, 6, Луганськ, Луганська область            |
| 1878                       | Суми                       |                                   | Привокзальна площа, 1, Суми, Сумська область                       |
| 1884                       | Дніпро-Головний            |                                   | Вокзальна площа, 11, Дніпро, Дніпропетровська область              |
| 1884                       | Кривий Ріг-Головний        |                                   | вул. Залізничників, 1, Кривий Ріг, Дніпропетровська область        |
| 1890                       | Луцьк                      |                                   | Привокзальний майдан, 1, Луцьк, Волинська область                  |
| 1893                       | Чернігів                   |                                   | просп. Перемоги, 1, Чернігів, Чернігівська область                 |
| 1895                       | Куп'янськ-Вузловий         |                                   | вул. Печериці, 2а, Куп'янськ-Вузловий, Харківська область          |
| 1896                       | Житомир                    |                                   | Привокзальний майдан, 2, Житомир, Житомирська область              |
| 1907                       | Херсон                     |                                   | Привокзальна площа, 3а, Херсон, Херсонська область                 |
| 1908                       | Миколаїв                   |                                   | вул. Новозаводська, 5, Миколаїв, Миколаївська область              |